# Carlos Lema Garcia
Carlos Lema Garcia (ur. 30 czerwca 1956 w São Paulo) – brazylijski duchowny katolicki, biskup pomocniczy São Paulo od 2014.

## Życiorys
Święcenia kapłańskie przyjął 2 czerwca 1985 jako członek prałatury Opus Dei. Przez kilkanaście lat pracował jako kapelan uniwersytetów i centrów kulturalnych. W latach 2004–2010 był wikariuszem sekretarza delegatury Opus Dei w Brazylii, a w kolejnych latach był ojcem duchownym tejże delegatury.
30 kwietnia 2014 papież Franciszek mianował go biskupem pomocniczym archidiecezji São Paulo oraz biskupem tytularnym Alava. Sakry udzielił mu 29 czerwca 2014 metropolita São Paulo - kardynał Odilo Scherer.